# IBM 1720
IBM 1720は、IBM 1620 Iに基づいたリアルタイムプロセスコントロールコンピュータを作成する試験プロジェクトであり、IBMが1961年3月に導入したIBM 1710工程管理システムに結びついたものであった。以下3つはIBM 1720のシステムだけで構築されていた。
1. インディアナ州のアモコ精油所用
2. カリフォルニア州のソーカルの精油所用
3. デラウェア州のデュポンのため

これらは1961年に設置され、アモコとソーカルのシステムは長年作動した。 

## 外部リング
- "Evolution of Small Real-Time IBM Computer Systems" IBM(PDF)